# Chris Evert
Christine Marie »Chris« Evert, ameriška tenisačica, * 21. december 1954, Fort Lauderdale, Florida, ZDA.
Chris Evert je nekdanja vodlina na lestvici WTA, ob koncu sezon 1975, 1976, 1977, 1980, in 1981, ter zmagovalka osemnajstih posamičnih turnirjev za Grand Slam, še šestnajstkrat pa se je uvrstila v finale. Po številu posamičnih zmag na turnirjih za Grand Slam je četrta na večni lestvici tenisačic, po številu uvrstitev v finala pa je rekorderka. Sedemkrat je osvojila Odprto prvenstvo Francije, šestkrat Odprto prvenstvo ZDA, oboje je rekord med tenisačicami, trikrat Odprto prvenstvo Anglije in dvakrat Odprto prvenstvo Avstralije. Njeno razmerje zmag in porazov v kaerieri 1309–146 (89,96%) je najboljše v eri Odprtih prvenstev. Na peščeni podlagi je dosegla 94,05% zmag (316-20), kar je WTA rekord. Priznan teniški pisec Steve Flink je v svoji knjigi The Greatest Tennis Matches of the Twentieth Century označil Chris Evert za tretjo najboljšo tenisačico v zgodovini, pred njo je postavil le Steffi Graf in Martino Navratilovo. Leta 1995 je bila sprejeta v Mednarodni teniški hram slavnih.

## Finali Grand Slamov (34)

### Zmage (18)
| Leto | Turnir                          | Nasprotnica v finalu | Rezultat finala  |
| 1974 | Odprto prvenstvo Francije       | Olga Morozova        | 6–1, 6–2         |
| 1974 | Odprto prvenstvo Anglije        | Olga Morozova        | 6–0, 6–4         |
| 1975 | Odprto prvenstvo Francije (2)   | Martina Navratilova  | 2–6, 6–2, 6–1    |
| 1975 | Odprto prvenstvo ZDA            | Evonne Goolagong     | 5–7, 6–4, 6–2    |
| 1976 | Odprto prvenstvo Anglije (2)    | Evonne Goolagong     | 6–3, 4–6, 8–6    |
| 1976 | Odprto prvenstvo ZDA (2)        | Evonne Goolagong     | 6–3, 6–0         |
| 1977 | Odprto prvenstvo ZDA (3)        | Wendy Turnbull       | 7–6, 6–2         |
| 1978 | Odprto prvenstvo ZDA (4)        | Pam Shriver          | 7–5, 6–4         |
| 1979 | Odprto prvenstvo Francije (3)   | Wendy Turnbull       | 6–2, 6–0         |
| 1980 | Odprto prvenstvo Francije (4)   | Virginia Ruzici      | 6–0, 6–3         |
| 1980 | Odprto prvenstvo ZDA (5)        | Hana Mandlíková      | 5–7, 6–1, 6–1    |
| 1981 | Odprto prvenstvo Anglije (3)    | Hana Mandlíková      | 6–2, 6–2         |
| 1982 | Odprto prvenstvo ZDA (6)        | Hana Mandlíková      | 6–3, 6–1         |
| 1982 | Odprto prvenstvo Avstralije     | Martina Navratilova  | 6–3, 2–6, 6–3    |
| 1983 | Odprto prvenstvo Francije (5)   | Mima Jaušovec        | 6–1, 6–2         |
| 1984 | Odprto prvenstvo Avstralije (2) | Helena Suková        | 6–7(4), 6–1, 6–3 |
| 1985 | Odprto prvenstvo Francije (6)   | Martina Navratilova  | 6–3, 6–7(4), 7–5 |
| 1986 | Odprto prvenstvo Francije (7)   | Martina Navratilova  | 2–6, 6–3, 6–3    |

### Porazi (16)
| Leto | Turnir                          | Nasprotnica v finalu | Rezultat finala |
| 1973 | Odprto prvenstvo Francije       | Margaret Court       | 6–7, 7–6, 6–4   |
| 1973 | Odprto prvenstvo Anglije        | Billie Jean King     | 6–0, 7–5        |
| 1974 | Odprto prvenstvo Avstralije     | Evonne Goolagong     | 7–6, 4–6, 6–0   |
| 1978 | Odprto prvenstvo Anglije (2)    | Martina Navratilova  | 2–6, 6–4, 7–5   |
| 1979 | Odprto prvenstvo Anglije (3)    | Martina Navratilova  | 6–4, 6–4        |
| 1979 | Odprto prvenstvo ZDA            | Tracy Austin         | 6–4, 6–3        |
| 1980 | Odprto prvenstvo Anglije (4)    | Evonne Goolagong     | 6–1, 7–6        |
| 1981 | Odprto prvenstvo Avstralije (2) | Martina Navratilova  | 6–7, 6–4, 7–5   |
| 1982 | Odprto prvenstvo Anglije (5)    | Martina Navratilova  | 6–1, 3–6, 6–2   |
| 1983 | Odprto prvenstvo ZDA (2)        | Martina Navratilova  | 6–1, 6–3        |
| 1984 | Odprto prvenstvo Francije (2)   | Martina Navratilova  | 6–3, 6–1        |
| 1984 | Odprto prvenstvo Anglije (6)    | Martina Navratilova  | 7–6, 6–2        |
| 1984 | Odprto prvenstvo ZDA (3)        | Martina Navratilova  | 4–6, 6–4, 6–4   |
| 1985 | Odprto prvenstvo Anglije (7)    | Martina Navratilova  | 4–6, 6–3, 6–2   |
| 1985 | Odprto prvenstvo Avstralije (3) | Martina Navratilova  | 6–2, 4–6, 6–2   |
| 1988 | Odprto prvenstvo Avstralije (4) | Steffi Graf          | 6–1, 7–6(3)     |